# Трастевере (вокзал)
Ро́ма Трасте́вере (итал. Stazione di Roma Trastevere) — железнодорожный вокзал, обслуживающий город и коммуны Рима (Италия). Открытый в 1911 году вокзал является частью железных дорог Пиза — Ливорно — Рим, Рим — Капраника — Витербо и Рим — Фьюмичино.
Вокзал в настоящее время управляется компанией Rete Ferroviaria Italiana (RFI). Однако коммерческой площадью здания вокзала ведает компания Centostazioni. Обслуживанием поездов занимается Trenitalia. Каждая из этих компаний является дочерней по отношению к Ferrovie dello Stato (FS), государственной компании железных дорог.

## Расположение
Вокзал Трастевере находится на Пьяцца Флавио Бьондо к юго-западу от центра города. Это в южной части района Трастевере, рядом с районами Маркони и Портуэнсе.

## История

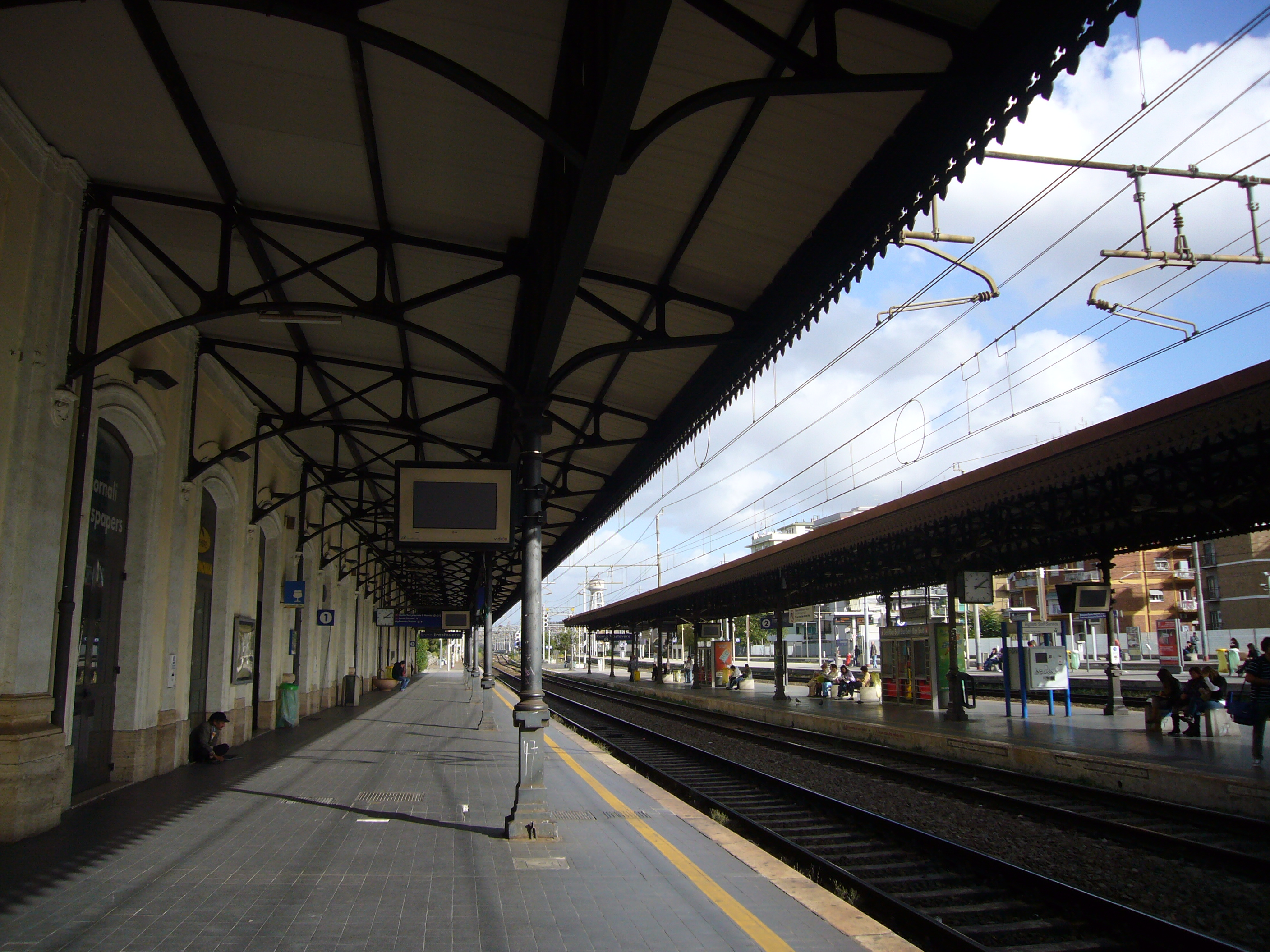
Вид на платформы

Первоначально вокзал Трастевере был расположен ближе к центру на Пьяцца Ипполито Ньево. Он заменил собой вокзал  Порта Портезе, который был открыт 24 апреля 1859 года в связи с появлением железной дороги Рим — Чивитавеккья, отрезка дороги Пиза — Ливорно — Рим.
Ныне существующий вокзал был открыт 1 мая 1911 года вместе с незначительным отклонением железных дорог Пиза — Ливорно — Рим и Рим — Капраника — Витербо.  Старая станция работала до 1950 года в качестве грузовой и мастерской подвижного состава. Теперь же в ней расположен Экспериментальный институт компании Ferrovie dello Stato (FS).
В последние годы вокзал подвергался реконструкции и модернизации по заказам компании Centostazioni.